# Tři kříže (Nové Město na Moravě)
Nemovitá kulturní památka Tři kříže, s jedinečným kulturním a historickým významem, stojí na vrcholu kopce s nadmořskou výškou 674,9 m n. m. vzdálené asi 1 km východně od centra Nového Města na Moravě v okrese Žďár nad Sázavou. Památka dává jméno celé lokalitě a kopci - Tři kříže, Kaplisko, nebo též Kalvárie.

## Historie
V roce 1482 byla postavena na Michovském kopci kaplička jako vděk za záchranu obyvatel před morem. Kaple později zanikla, ale ze stejného důvodu zde byly postaveny v roce 1680 tři dřevěné kříže a tyto byly obnoveny v roce 1832 dřevěnými kříži na kamenných podstavcích. Tyto kříže byly postaveny z vděčnosti za záchranu před morovou epidemií, na kterou nezemřel ani jeden obyvatel Nového Města na Moravě. V této době se na místo Tří křížů konaly poutě a konaly se zde také polní mše. Kamenné podstavce se zde z této doby zachovaly.

## Název
Na mapě prvního vojenského mapování z roku 1764–1768 jsou zaznamenány tři dřevěné kříže. Z druhého vojenského mapování (1836–1852) je patrné, že oblast Tří křížů byla považována za významný sakrální komplex ve volné krajině, označený názvem Calvarien Berg. Z něho byl pravděpodobně odvozen dnešní místní název Kaplisko. V mapě třetího vojenského mapování (1876–1878) se poprvé objevuje v mapě název U tří křížů.

## Alej Smíření
V roce 1928 byla ke Třem křížům vysázena javorová alej – Alej smíření, vedoucí od evangelického hřbitova ke Třem křížům. Kde za každého mrtvého obyvatele z 1. světové války byl vysazen jeden strom.

## Galerie

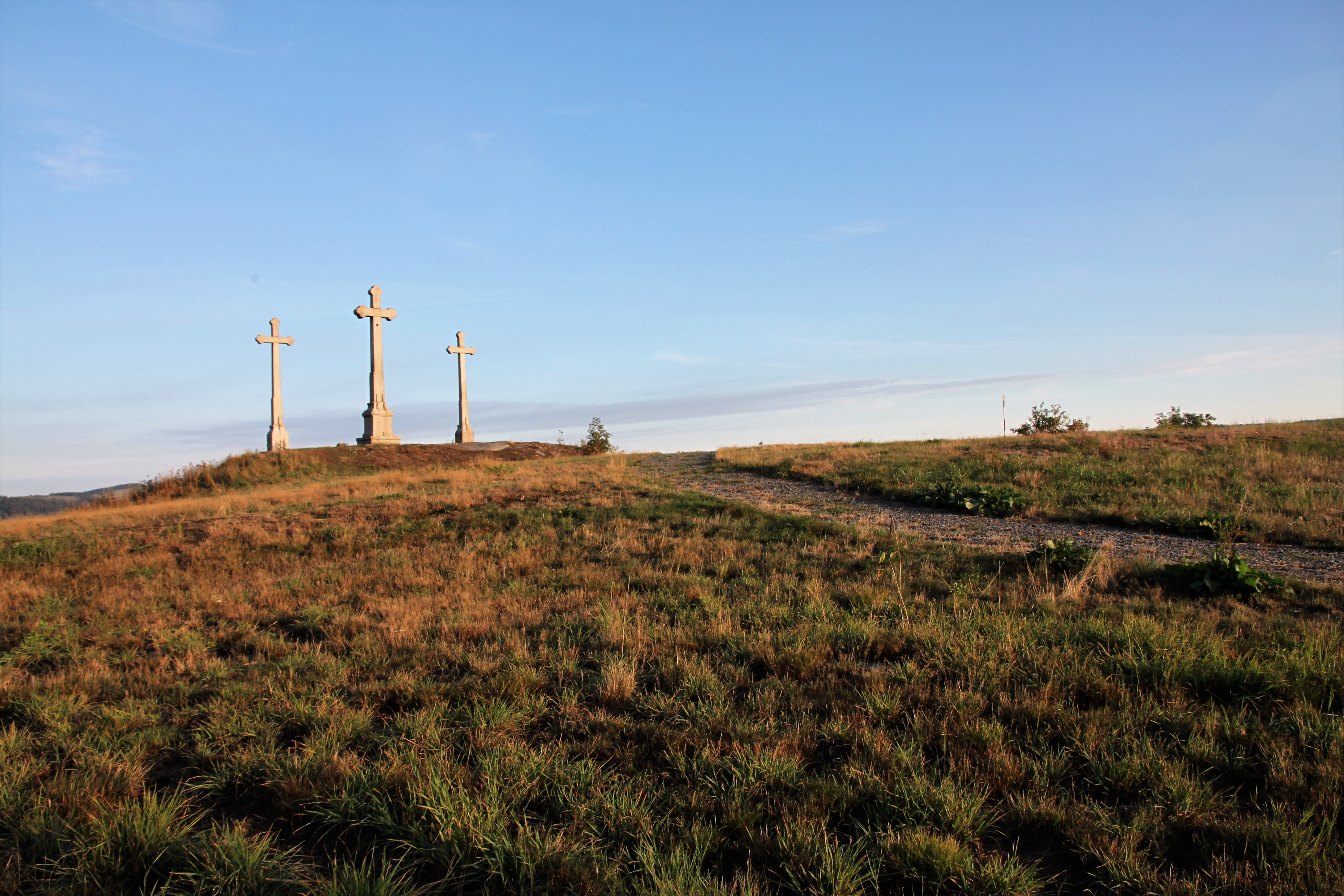
Tři kříže na vrchu Kalvárie 675 m n. m.
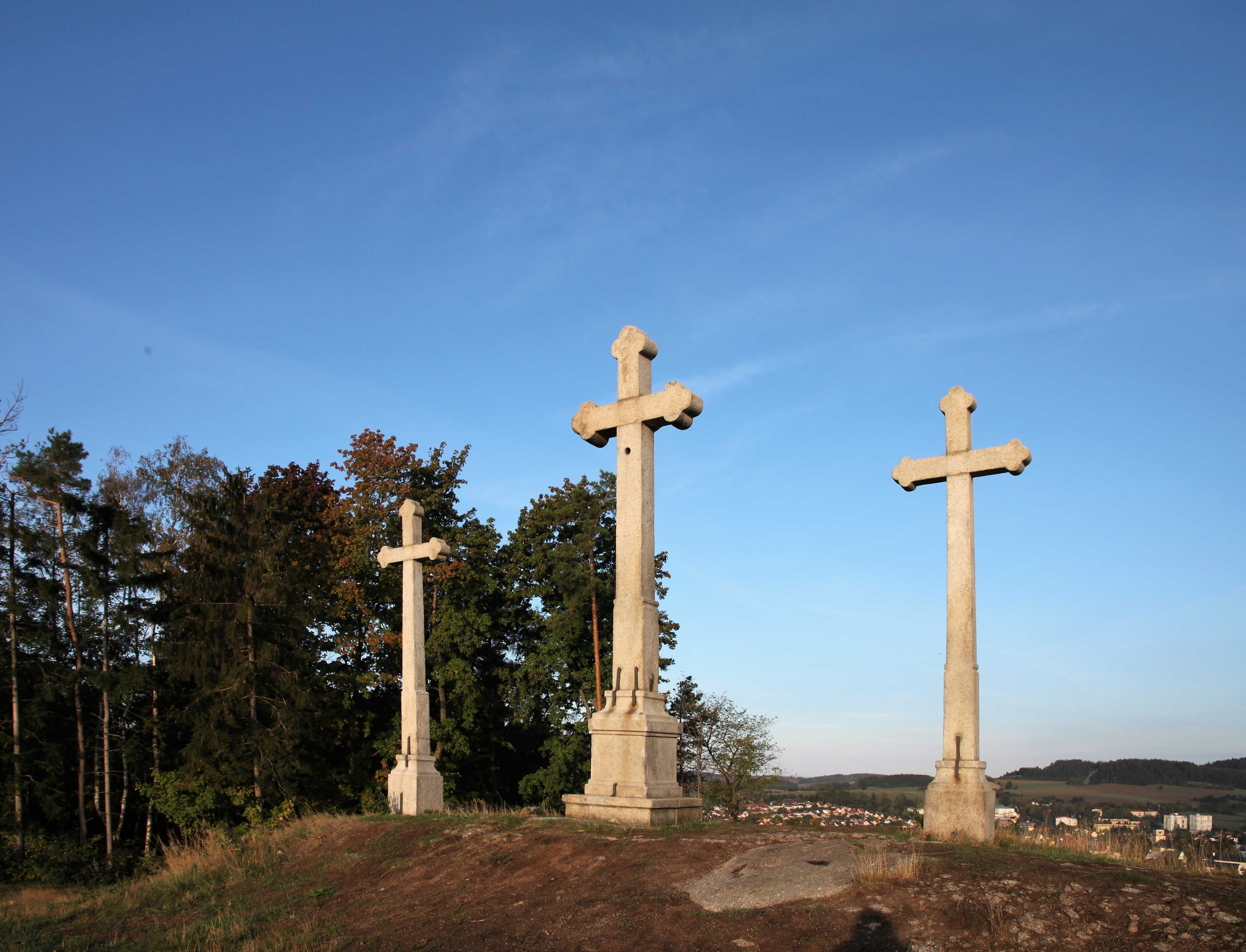
Tři kříže
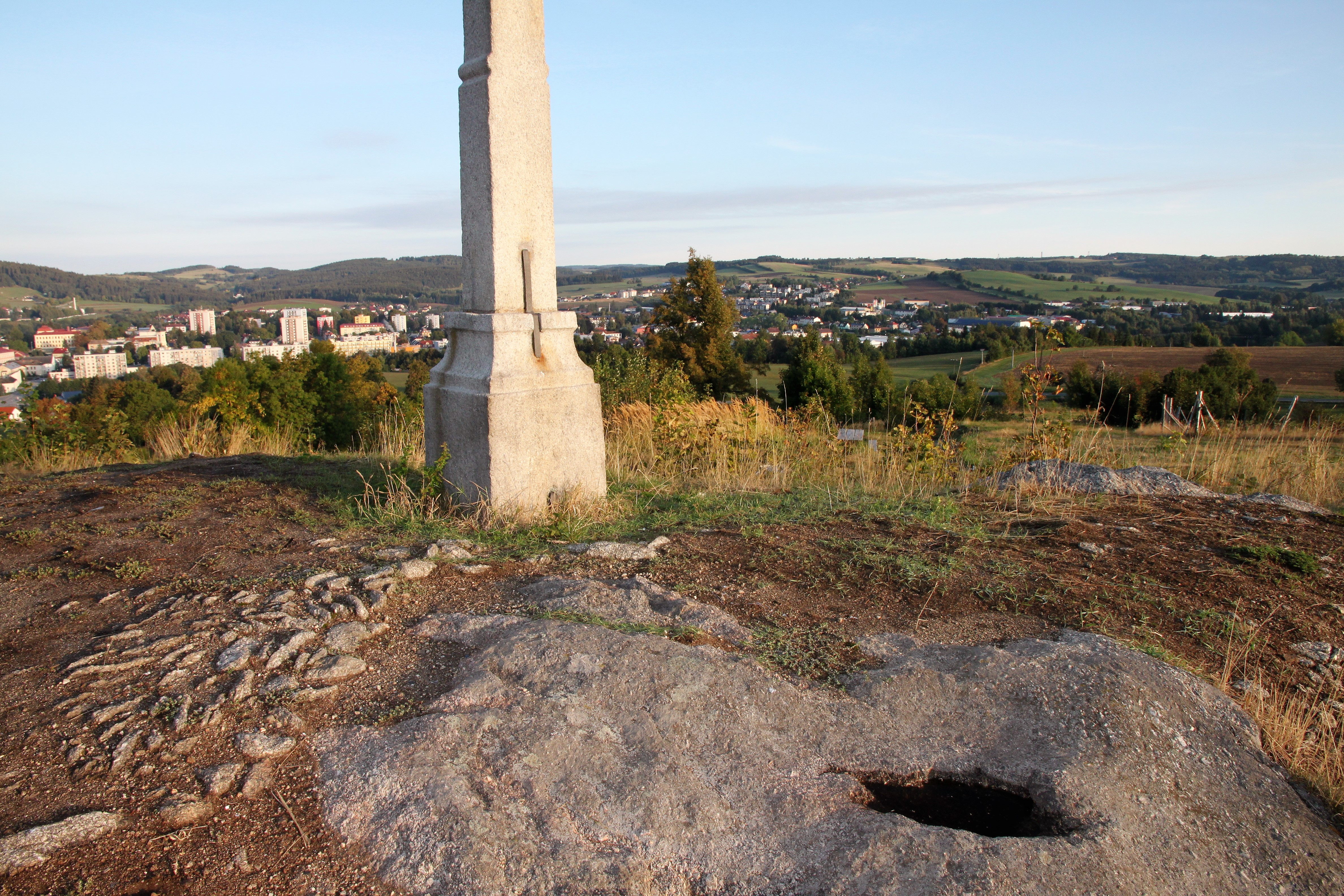
Detail kříže, v pozadí Nové Město na Moravě
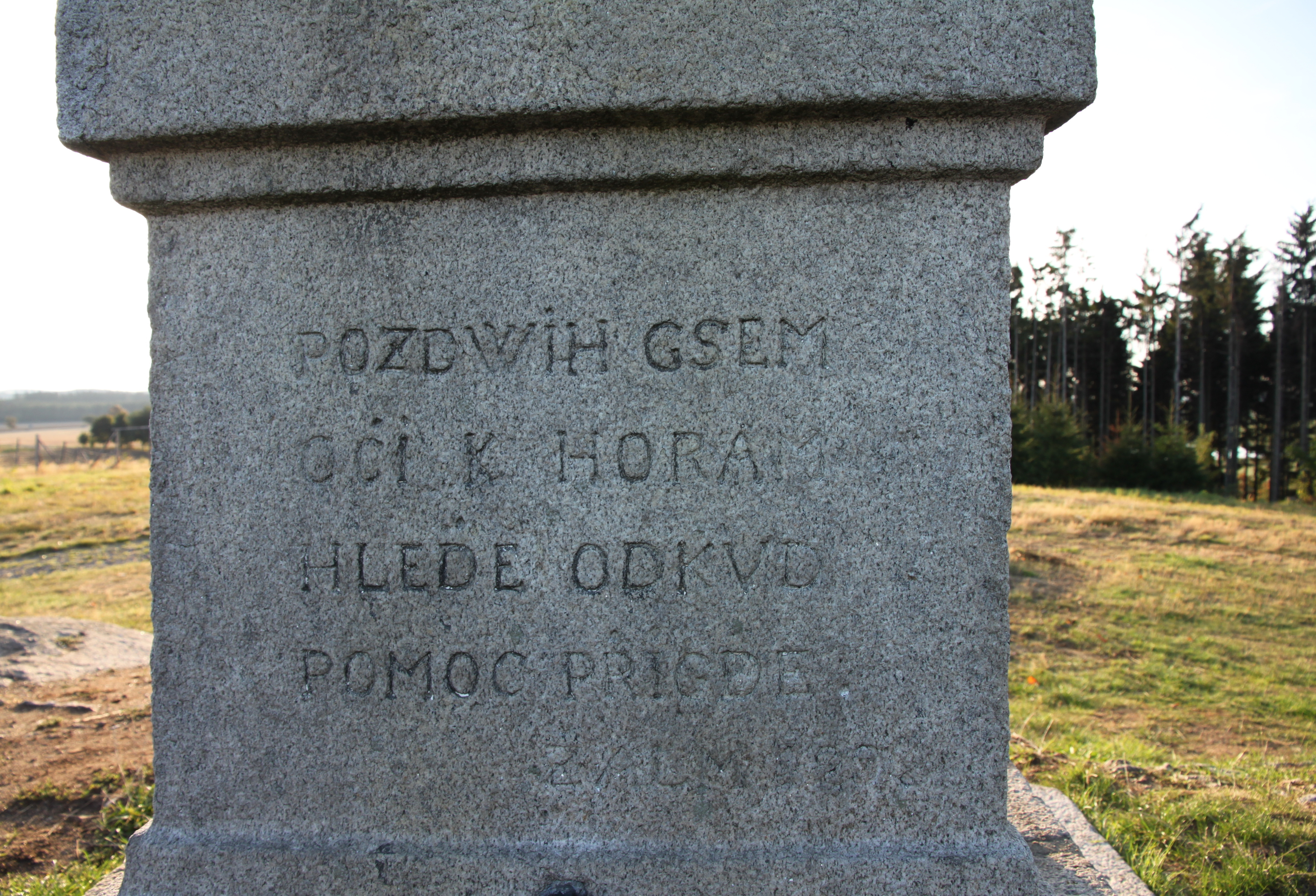
Detail kříže s nápisem
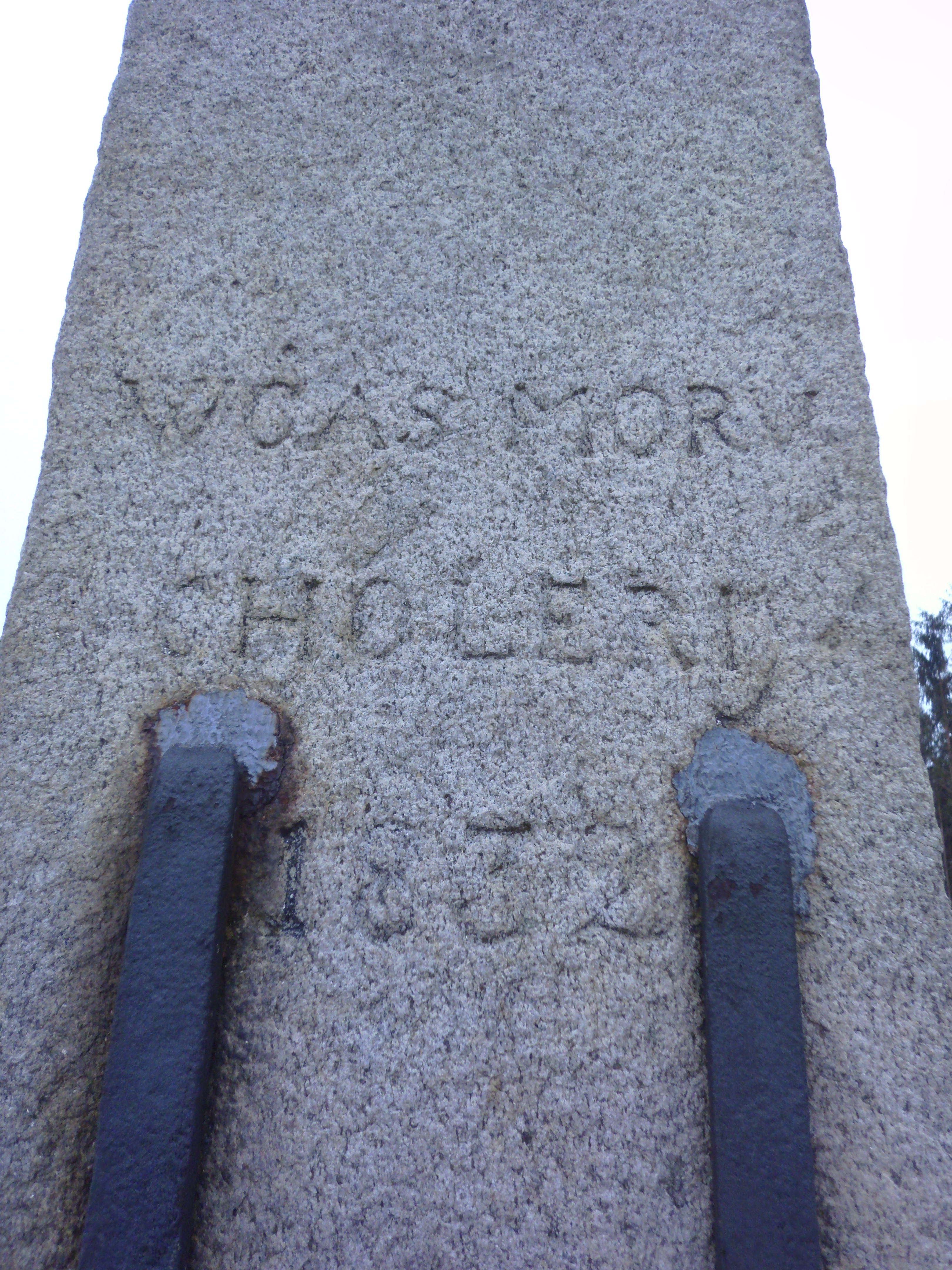
Detail kříže s nápisem